# Dietmar Friedmann
Dietmar Friedmann (* 19. Juli 1937 in Pforzheim; † 27. November 2020) war ein deutscher Buchautor, Dozent und Coaching-Entwickler.

## Leben
Nach seinem Sekundarabschluss I in Heilbronn und einer Ausbildung als Technischer Zeichner für Stahlhoch- und Brückenbau machte Friedmann 1959 zunächst das Abitur an der Technischen Oberschule Stuttgart, bevor er sich dem Studium der Philosophie, Psychologie und Literatur an der Technischen Hochschule Stuttgart zuwandte. Zeitweise buddhistischer Mönchsschüler, legte er 1969 die zweite Dienstprüfung ab und setzte seine akademische Laufbahn mit dem Studium der Diplompädagogik 1972–73 und der Erziehungswissenschaften 1973–76 an der Universität Heidelberg fort. 1976 erlangte er den philosophischen Doktorgrad. Es folgten eine Ausbildung in klientenzentrierter Gesprächsführung und Transaktionsanalyse. Nach verschiedenen Dozententätigkeiten arbeitete Friedmann fast nur noch als Ausbilder in „Integrierter Lösungsorientierter Psychologie (ILP)“ – einem von ihm entwickelten Therapieansatz. Er hatte zwei Kinder und lebte in Obersulm bei Heilbronn.

## Therapeutischer Ansatz
Dietmar Friedmann entwickelte seit 1976 eine eigene Persönlichkeitstypologie, die er „Psychographie nach Friedmann“ nannte. Friedmanns Hauptanliegen war die Umgestaltung der Psychotherapie nach „typgerechten“ Ansätzen. Dazu integrierte er verschiedene Methoden (Neuro-Linguistisches Programmieren, Milton Ericksons klinische Hypnotherapie, Lösungsorientierte Kurztherapie nach Steve de Shazer) zu einem vorgegebenen (Kritiker sagen: starren) Therapieschema. Außerdem entwickelte er ein „Autonomie-Training“ auf gleicher Basis.
Grundlage seiner Arbeit war die Psychographie und die darin entwickelte Typenlehre (Sachtyp, Handlungstyp, Beziehungstyp), die er in mehreren Varianten (siehe hier) lehrte. 1998, als ein ehemaliger Schüler, Werner Winkler, mit dem „Ich-Wir-Du-Konzept“ eine Erweiterung in das psychographische Modell einbrachte, bildete sich eine zweite Hauptlinie der Psychographie („Psychographie nach Winkler“). Seit 1999 fördert ein gemeinnütziger Verein, die Psychographie-Initiative e.V. beide Psychographien, seit 2006 existiert der ILP-Verband, ein Zusammenschluss von Therapeuten, die nach den Friedmann'schen Modellen arbeiten.

## Entwicklungsphasen der Psychographie nach Friedmann
Je nach Entwicklungsphase des Modells können in der „Psychographie nach Friedmann“ bis zu vier Modellvarianten (1990, 1996, 2000) unterschieden werden:

### Friedmann A
(1990, „Der Andere“):
Unterscheidung von vier Typen
- Sachtyp
- Handlungstyp
- Beziehungstyp 1 (ich-bezogen)
- Beziehungstyp 2 (ich-vergessend)

### Friedmann B
(1996, „Wer bin ich? Wer bist du?“):
Unterscheidung von sechs Typen
- Sachtyp 1 (ich-bezogen)
- Sachtyp 2 (ich-vergessend)
- Handlungstyp 1 (ich-bezogen)
- Handlungstyp 2 (ich-vergessend)
- Beziehungstyp 1 (ich-bezogen)
- Beziehungstyp 2 (ich-vergessend)

### Friedmann C
(2000, „Die drei Persönlichkeitstypen und ihre Lebensstrategien“):
Unterscheidung von neun Typen in Vermischung von Enneagramm, Psychographie und Winkler-Modell
- Sachtyp 5 (fühlen+gegenwartsorientiert+du-bezogen)
- Sachtyp 6 (denken+vergangenheitsorientiert+ich-bezogen)
- Sachtyp 7 (wollen+zukunftsorientiert+wir-bezogen)
- Handlungstyp 8 (denken+vergangenheitsorientiert+ich-bezogen)
- Handlungstyp 9 (wollen+zukunftsorientiert+wir-bezogen)
- Handlungstyp 1 (fühlen+gegenwartsorientiert+du-bezogen)
- Beziehungstyp 2 (wollen+zukunftsorientiert+wir-bezogen)
- Beziehungstyp 3 (fühlen+gegenwartsorientiert+du-bezogen)
- Beziehungstyp 4 (denken+vergangenheitsorientiert+ich-bezogen)

### Friedmann D
(teilweise so kommuniziert)
Unterscheidung von drei Grundtypen ohne Untertypen
- Sachtyp (der dann auch als „Denker“ gesehen wird)
- Handlungstyp (der dann auch als „Macher“ oder auf "Wollen" spezialisiert gesehen wird)
- Beziehungstyp (der dann auch als „Fühler“ gesehen wird)

## Veröffentlichungen
- Der Andere. Ehrenwirth, 1990.
- Die Entdeckung der eigenen Persönlichkeit. Ehrenwirth, 1991.
- Laß dir nichts vormachen! Ehrenwirth, 1993.
- mit Klaus Fritz: Wer bin ich, wer bist du? dtv, 1996.
- mit Klaus Fritz: Wie ändere ich meinen Mann? dtv, 1997.
- Integrierte Kurztherapie. Primus, 1997.
- Die drei Persönlichkeitstypen und ihre Lebensstrategien. Primus, 2000.
- ILP – Integrierte Lösungsorientierte Psychologie. Wissenschaftliche Buchgesellschaft, 2004.